# Молодий актор (премія)
Премію «Молодий актор» (англ. Young Artist Awards) щорічно вручає «Фонд молодого актора» (англ. Young Artist Foundation). Вперше премії вручили 1979 року з Hollywood Foreign Press Association. Ці нагороди вручалися талановитим молодим людям на телебаченні і в кінематографі, які часто перебувають у тіні своїх старших, відоміших колег.
У перші двадцять років ця премія називалася Youth In Film Awards. А назву Young Artist Awards вперше використали на 21-й церемонії нагородження, що відбувалася 19 березня 2000.

## Основні номінації
- Найкращому молодому актору
- Найкращій молодій акторці